# Clément Vernhet de Laumière
Pour les articles homonymes, voir Laumière.
Xavier Jean Marie Henry Clément Vernhet de Laumière, né le 28 octobre 1812 à Roquefort-sur-Soulzon, et mort au combat le 6 avril 1863 à Puebla, est un général d'artillerie et polytechnicien français.

## Biographie
Clément Vernhet de Laumière est le fils d'Antoine Marie Vernhet de Laumière (1769-1830), propriétaire foncier, maire de Roquefort, et de Marie Fortunée Meseur de Lasplanes.
Il a été élève de l'école de Sorèze, entre 1821 et 1826, avant d'entrer à l'École polytechnique en 1828, à l'âge de 16 ans. En 1831, il fait partie des 47 élèves sous-lieutenants d'artillerie admis dans l'école d'application. Officier d'artillerie a participé aux campagnes d'Algérie qui lui ont valu de recevoir la Légion d'honneur.
Colonel du 17e régiment d'artillerie en 1857, il commande pendant la campagne d'Italie, en 1859, la réserve générale de l'artillerie. Il est nommé officier de la Légion d'honneur à Milan, le 15 juillet 1859. Il est nommé colonel du régiment d'artillerie à cheval de la Garde impériale.
Trois ans plus tard, il est désigné comme commandant de l'artillerie du corps expéditionnaire du Mexique bien qu'il ait été nommé général de brigade le 12 août 1862, quelques jours avant son départ de France.
Le 29 mars 1863, pendant l'assaut au cours du siège de Puebla, se trouvant dans le quatrième parallèle pour observer l'avancement des soldats, il est blessé d'une balle à la tête. Cette blessure n'est pas considérée comme mortelle, mais le 5 avril il délire et meurt la nuit suivante.

## Distinctions
- Chevalier de la Légion d'honneur, en 1842,
- Officier de la Légion d'honneur, en 1859[3].

## Hommage
- Avenue de Laumière, à Paris.